# Ronald Brebner
Ronald Gilchrist Brebner (Darlington, Durham, 23 de setembre de 1881 – Leicester, 11 de novembre de 1914) va ser un futbolista anglès. Jugà com a porter i en el seu palmarès destaca la medalla d'or en la competició de futbol dels Jocs Olímpics d'Estocolm, el 1912.
A nivell de clubs jugà a l'Edinburgh University, Northern Nomads, London Caledonians, Elgin City, Sunderland AFC, Chelsea FC, Darlington i Leicester Fosse entre 1897 i 1914. Una lesió al cap mentre defensava la porteria del Leicester Fosse contra el Lincoln City posà punt final a la seva carrera esportiva. Deu mesos més tard, unes complicacions de la lesió li provocaren la mort.